# إدموند كيمبر
إدموند كيمبر (بالإنجليزية: Edmund Kemper) سفاح من كاليفورنيا كان يمثل دور القاتل وهو صغير، فيقوم بقطع رقاب الدُّمى التي تلعب بها أخته، ولما كبر قتل عشر نسوة منهن أمه وعشيقته، وكان يمثل بالجثة فيقطع رأسها ويغتصبها. ولما قبض عليه عام 1972 أكد الطبيب أنه شخص سليم وبالتالي فهو مسؤول عن جرائمه التي بدأ في ارتكابها وسنّه 15 سنة. طلب عقوبة الإعدام ولكن بدلا من ذلك حكم عليه بالسجن مدى الحياة عام 1973.

## نشأته و حياته الإجرامية
ولد إدموند إميل كيمبر الثالث في 18 ديسمبر، 1948، في كاليفورنيا. نشأ مع أختين صغريين في أسرة مضطربة كانت فيها أمه (كلارنل) وأبوه (إد جونيور) في صراع مستمر حتى انفصالهما في النهاية. بعد أن أظهر إد "مجموعة من السلوكيات الغريبة"، التي تضمنت تقطيع قطتين للعائلة ولعب ألعاب طقوس موت مع أخته الكبرى سوزان، أرسلته أمه ليعيش مع والده المنفصل عنهم.
عندما هرب عائدا إلى أمه، أرسل ليعيش مع جديه لأبيه في مزرعة بعيدة في كاليفورنيا على سفح جبال سييرا. هناك، كان يشعر بالملل والعزلة بشكل يائس بعد إبعاده عن عائلته والراحة البسيطة التي كان محيطه في المدرسة يقدمها له وهناك في مساء أحد أيام أغسطس 1963، قام الفتى الطويل والضخم ذو الأربعة عشر عامًا بإطلاق النار على جدته ماودي بمسدس كاليبر 22 ثم طعنها بشكل متكرر بسكين المطبخ في جسدها. كانت قد أصرت على أن يبقى ويساعدها في أعمال المنزل بدلا من مرافقة جده، الذي كان يحبه أكثر في الحقول. ولمعرفته بأن الجد إد لن يرى ما فعله سلوكا مقبولا، فعند عودة العجوز إلى المنزل، أطلق عليه إد النار أيضا، وترك الجسد ممددا في الفناء.
عند استجوابه لاحقا من الشرطة، هز كتفيه وقال: «تساءلت فقط كيف سيكون شعور أن أطلق النار على جدتي».
كان الدافع المتبدي خلف الجريمة المزدوجة هو تشخيص إد بـ «اضطراب السمات الشخصية، النوع العدواني السلبي» والحق بمستشفى أتاسكاديرو بسبب الجنون الإجرامي. أطلق سراحه عام 1969 في عمر الحادية والعشرين، بناءً على اعتراض نقابة الأطباء النفسيين في الولاية أودع في وصاية والدته التي تركت زوجها الثالث وكانت تعمل في ذلك الوقت سكرتيرة في جامعة كاليفورنيا المفتتحة حديثًا في سانتا كروز
الآن، قد أصبح طول إد كيمبر 6.9 أقدام ووزنه قرابة 300 باوند.
لعامين شغل وظائف غريبة جال الشوارع والطرق السريعة بسيارته وكان يقل الشابات المتجولات بدت سانتا کروز وضواحيها جاذبة لطالبات كاليفورنيا الجميلات، وكان كيمبر قد افتقد الكثير في مراهقته. وعلى الرغم من رفضه في العمل في دورية الطرق السريعة، فإنه حظي بوظيفة في إدارة الطرق السريعة في الولاية.
في 7 مايو 1972، اصطحب زميلتي سكن من كلية ولاية فریسنو ماري آن بيسكي وآنيتا لوتشيسا قادهما إلى منطقة منعزلة، طعن الشابتين حتى الموت، ثم أخذ جثتيهما إلى منزل والدته حيث التقط لهما صور و شرح جثتيهما ولعب بالأعضاء، ثم جمع ما تبقى في أكياس بلاستيكية، ودفن الجثتين في جبال سانتا كروز، وألقى الرأسين في وهد عميق بجانب الطريق.
في 14 سبتمبر، أقل كيمبر طالبة في الخامسة عشرة أيكو كوو خنقها واعتدى جنسيا على جثتها، ثم أحضرها إلى المنزل لتقطيعها في الصباح التالي، حين كان في زيارة دورية لأطباء نفسيين من الولاية المراقبة وتقييم حالته العقلية، كان رأس کوو موجودًا في صندوق سيارته سارت المقابلة بشكل جيد على الرغم من ذلك، وأعلن الأطباء النفسيون أنه لم يعد مصدر تهديد لنفسه أو الآخرين وأوصوا بإغلاق سجل الأحداث الخاص به. لقد ابتهج كيمبر بهذا الفعل الرمزي البارع. لقد أظهر ازدراءه للنظام وتفوقه عليه في الآن ذاته. قاد سيارته عائدًا إلى الجبال ودفن قطع جثة كوو قرب بولدر كريك.
في الفترة التي كان كيمبر فيها نشطا، كان بإمكان سانتا كروز أن تتباهى بلقب لا تحسد عليه هو عاصمة القتلة المتسلسلين في العالم
في 9 يناير 1973، التقى كيمبر بالطالبة سيندي شال من سانتا کروز وأجبرها على الدخول في الشاحنة بقوة السلاح، ثم أطلق النار عليها. ومثلما كانت عادته، فقد أخذ جثتها إلى منزل والدته، مارس الجنس مع الجثة قطعها في حوض الاستحمام ثم وضع البقايا في أكياس بلاستيكية ورماها من أعلى الجرف إلى المحيط في كارمل. كان ابتكاره هذه المرة أن يدفن رأس شال، والوجه للأعلى في فناء المنزل، ناظرًا إلى نافذة غرفة نوم الأم، على اعتبار أنها أرادت الناس دائما أن ينظروا إليها".
في ذلك الوقت كان قد سيطر على سانتا كروز الرعب من «قاتل الطالبات». تم تحذير الشابات ألا يقبلن عرض التوصيل من أشخاص غرباء، وبخاصة من أشخاص خارج الحدود الآمنة المفترضة في محيط الجامعة. لكن والدة كيمبر عملت في الجامعة، وبالتالي فقد كان لديه ملصق الجامعة على سيارته.
بعد أقل من شهر أقل كيمبر روزاليند ثروب وأليس ليو قتلهما بالرصاص ووضعهما في صندوق السيارة. عندما عاد بهما إلى المنزل، نالتا نفس المعاملة التي نالتها ضحاياه السابقة. ألقى جثتيهما المشوهتين في وادي إيدن كانيون، قرب سان فرانسيسكو، حيث عُثر عليهما بعد أسبوع.
كان هوسه بالقتل في معدل تصاعدي مخيف، حتى بالنسبة إليه. قرر أن يقتل الجميع في منطقته السكنية، لكنه تراجع عن ذلك أخيرًا. كانت لديه فكرة أفضل ما أدرك أنه يريد أن يفعله طوال الوقت
في عطلة عيد الفصح، وبينما كانت أمه نائمة في سريرها، دخل کیمبر غرفتها وهاجمها بشكل متكرر بمطرقة مخلبية حتى ماتت، ثم قطع رأسها واغتصب جثتها. وفي لمسة ملهمة أخيرة قطع حنجرتها ووضعها في تصريف القمامة. «بدا ذلك ملائما»، وفق ما قال للشرطة، إذ كانت تتذمر وتصرخ وتصيح علي لسنوات كثيرة.
لكن حين شغل جهاز تصريف القمامة تعطل الجهاز ورمى بالحنجرة الملوثة بالدم خارجا. حتى عندما ماتت كانت لا تزال تزعجني. لم أستطع إخراسها!"
ثم استدعى صديقة والدته سالي هاليت، ودعاها إلى عشاء «مفاجئ». حين وصلت ضربها بالهراوة وخنقها، قطع رأسها، وترك جثتها في سريره بينما صعد لينام في سرير أمه.
في صباح يوم أحد عيد الفصح انطلق بسيارته، يقود بلا هدف نحو الشرق. واصل الاستماع للمذياع، متوقعا أنه سيكون شخصية مشهورة على نطاق وطني. ومع ذلك، لم يكن هناك شيء بعد. خارج بويبلو كولورادو، فاقد الحس ومرهق من قلة النوم وخائب الأمل لكون العلامة الكبيرة التي تركها لم يكن لها التأثير المطلوب، أمسك سماعة هاتف بجانب الطريق، اتصل بإدارة شرطة سانتا كروز، وبعد محاولات عديدة منه لإقناعهم أنه كان يقول الحقيقة، اعترف بجرائم القتل وبهويته كـ قاتل الطالبات. ثم انتظر بصبر وصول الشرطة المحلية لتأخذه. أدين كيمبر بثماني جرائم قتل من الدرجة الأولى. وعندما سُئل عما يراه عقابًا مناسبا أجاب:
«الموت تحت التعذيب».

## وصلات خارجية
- إدموند كيمبر على موقع IMDb (الإنجليزية)
- إدموند كيمبر على موقع ميوزك برينز (الإنجليزية)
- إدموند كيمبر على موقع إن إن دي بي (الإنجليزية)
- إدموند كيمبر على موقع ديسكوغز (الإنجليزية)
- إدموند كيمبر على موقع قاعدة بيانات الفيلم (الإنجليزية)